# Большая Арша
Большая Арша — река в России, протекает по территории Челябинской области и Башкортостана.
Впадает справа в реку Ай. Длина реки составляет 56 км, площадь водосборного бассейна — 910 км².

## Притоки
- 5,5 км: Каймасты
- 13 км: Большой Азям
- 25 км: Большая Ургала
- 38 км: Мисаелга
- 42 км: Чёрный Ключ
- 44 км: Малая Арша

## Данные водного реестра
По данным государственного водного реестра России относится к Камскому бассейновому округу, водохозяйственный участок реки — Ай от истока и до устья, речной подбассейн реки — Белая. Речной бассейн реки — Кама.
Код объекта в государственном водном реестре — 10010201012111100021696.